# 林家卯三郎
林家 卯三郎（はやしや うさぶろう、1970年2月2日 - ）は、上方落語の落語家。本名∶小川 祐之介。岐阜県羽島郡笠松町出身。酪農学園大学酪農学部獣医学科卒業。1995年獣医師免許取得。
出囃子∶『兎々』。紋∶ぬの字うさぎ。

## 概要
中学生の頃から落語を聞くようになる。岐阜県立羽島北高等学校卒業。大学では落語研究会に入部。1994年に酪農学園大学酪農学部獣医学科卒業後、岡山県の家畜保健衛生所に獣医師として勤務。4年間畜産の防疫業務に携わるが、落語という長年の夢が捨てきれず1999年に上方落語家の林家染丸に入門する。2002年年季（修行）明けを許される。現在は獣医師の免許を封印し、天満天神繁昌亭や各地域寄席に出演するほか大阪、北海道、岡山などで定期的に｢卯三郎の会｣を催す。｢親子で楽しむ落語会｣や小中学生を対象にした学校寄席などにも参加し落語の面白さを子供に伝える活動にも努めている。

## 受賞歴
- 2012年　第49回なにわ芸術祭 新人奨励賞受賞[1]

## 略歴
1982年3月　笠松町立笠松小学校卒業
1985年3月　笠松町立笠松中学校卒業
1988年3月　岐阜県立羽島北高等学校卒業
1994年3月　酪農学園大学酪農学部獣医学科卒業
1999年4月　上方落語家の林家染丸に入門
1999年9月　ワッハ上方林家亭で初舞台を踏む
2015年2月　出身地笠松町にて講演会を開催